# Allan Greer
Pour les articles homonymes, voir Greer.
Allan Greer, né en juin 1950, est un historien et un professeur canadien.

## Biographie
Ses recherches portent sur la Nouvelle-France et l'Amérique sous le régime français, la rencontre avec les peuples autochtones et la période de 1600 à 1850 au Canada. Il complète son baccalauréat en Histoire à l'Université de la Colombie Britannique en 1972. Alan Greer poursuit ensuite son parcours en terminant sa maitrise à l'Université de Carleton en 1975. Il termine son Doctorat à l'Université de York en 1980. Il enseigne à l'Université McGill de Montréal (Québec) depuis septembre 2009. Auparavant, il a enseigné à l'Université de Toronto.
Allan Greer a été cité dans la querelle historique de Ronald Rudin pour son désir de revoir certains faits établis.

## Ouvrages
- Peasant, Lord and Merchant, 1985
- The Patriots and the People, 1993[2], traduit en français en 1997 par Christine Teasdale[3].
- The People of New France, 1997
- Brève histoire des peuples de la Nouvelle-France, Montréal, Boréal, 1998[4]
- The Jesuit Relations: Natives and Missionaries in Seventeenth-Century North America
- Colonial Saints: Discovering the Holy in the Americas, 2003
- Mohawk Saint: Catherine Tekakwitha and the Jesuits, 2005
- La Nouvelle-France et le monde, Montréal, Boréal, 2009